# Alexander DeLeon
 (mai 2017).
Pour les articles homonymes, voir DeLeon.
Alexander DeLeon, né le 8 avril 1989, est un auteur-compositeur américain et chanteur du groupe de pop rock The Cab.

## Biographie

### Carrière
Alexander DeLeon forme le groupe The Cab au lycée avec un ancien membre, Cash Colligan. Le groupe signe avec le label Fueled by Ramen/ Decaydance (en) en 2007 et sort son premier album, Whisper War (en), en avril 2008. En juin 2011, ils se séparent de leur label et sortent leur deuxième album, Symphony Soldier (en), indépendamment le 23 août 2011. En 2012, ils signent un contrat avec Universal Republic Records. En avril 2014, ils sortent un EP, Lock Me Up (en).
Le 17 décembre 2013, Alexander DeLeon annonce la sortie de sa ligne de vêtements nommée 42799, Be the Black Sheep.
En 2015 Alexander annonce son nouveau nom "Bohnes". Il sort Guns & Roses, ainsi qu'une reprise de Frank Sinatra Withcraft. Il sort Middle Finger.
Il sort le 21 septembre 2017 Six Feet Under, le lead single de son prochain album. Le 11 octobre Alexander sort en avant première son single "702" dédiée à l'attentat à Las Vegas.

### Vie privée
Alexander DeLeon est en couple avec le mannequin danois Josephine Skriver depuis décembre 2013.